# MiyaGi & Andy Panda
MiyaGi & Andy Panda – rosyjski zespół muzyczny wykonujący muzykę hip-hop, reggae i ragga. Powstały w 2015 roku we Władykaukazie w składzie Azamat „MiyaGi” Kudzajew i Soslan „Andy Panda” Burnacew.

## Życiorysy
Azamat „MiyaGi” Kudzajew – urodzony 13 grudnia 1990 we Władykaukazie. Ma starszego brata. W wieku siedmiu lat wpadł pod tramwaj i został ciężko ranny; był operowany przez swojego ojca. Ukończył akademię medyczną i krótko pracował jako chirurg, ale zrezygnował, by zająć się muzyką. Pierwszy utwór nagrał w 2011 roku, a jego pierwszy solowy koncert miał miejsce w 2015 roku. W 2017 roku półtoraroczny syn Kudzajewa zginął wypadając z okna na dziewiątym piętrze. Obecnie mieszka w Petersburgu.
Soslan „Andy Panda” Burnacew – urodzony 2 października 1995 roku we Władykaukazie. W młodości grał w lokalnej drużynie piłkarskiej i marzył o zostaniu zawodowym piłkarzem. Z wykształcenia jest technikiem. Zaczął rapować w wieku 16 lat i początkowo działał pod pseudonimem „Эндшпиль”. Pierwszy album wydał w 2014 roku.

## Historia zespołu[3]
Początkowo działali osobno. W 2015 roku wydali pierwszą wspólny utwór „Санавабич”. W tym samym roku we współpracy z Ełdżejem wydali utwór „Музыка” i we współpracy z członkiem zespołu „Каспийский груз” wydali utwór „Релизы”.
8 maja 2016 roku wypuścili pierwszy wspólny album „Hajime pt.1", a 20 września 2016 roku ukazało się „Hajime pt.2". W tym samym roku wydali pięć singli: „За Идею”, „В последний раз”, „Кайф”, „Нутро” i „#ТАМАДА”.
W 2017 roku ukazał się album „Умшакалака”. W tym samym roku założyli oni wytwórnię muzyczną Hajime Records.
Po śmierci syna Azamata zespół zawiesił swoją działalność. 9 czerwca 2018 roku zespół ogłosił, że wznawia działalność.
20 lipca 2018 roku wydali oni swój czwarty album pod tytułem „Hajime pt.3", który jest ostatnią częścią trylogii „Hajime”.